# Dobson (Nouvelle-Zélande)
Dobson est une petite localité située sur les berges du fleuve Grey dans l’Île du Sud de la Nouvelle-Zélande.

## Situation
La ville est localisée à 10 km à l’est de l’embouchure du fleuve au niveau de la ville de Greymouth.
Le village de Taylorville est situé de l’autre côté du fleuve par rapport à Dobson, mais aucun pont ne relie directement les 2 localités. 
La route State Highway 7/S H 7 (en) passe à travers la ville de Dobson , .

## Population
La population de Dobson et de ses environs, comprenant la localité de Taylorville, était de 672 habitants, lors du Recensement de 2006 en Nouvelle-Zélande (en), en en diminution de 72 personnes par rapport à celui de 2001.

## Histoire
La ville a été dénommée en l’honneur du géomètre George Dobson, qui fut assassiné sur ce site en 1866.
Il fut tué dans un une attaque pour vol à mains armées par un gang, qui l’avait confondu avec un acheteur d’or transportant du métal venant de la mine d’or d’Arnold située à proximité.
Un monument siège maintenant à l’emplacement, où George Dobson fut assassiné.

## Accident de mine
Dobson fut le site de l’une de nombreuses mines de charbon de la région de la West Coast.
La mine de Dobson ouvrit en 1919, et ferma en 1968.
Ce fut le site d’une des pires catastrophes minières du pays. 
9 hommes furent tués dans une explosion au sein de la mine en 1926.

## Gestion du territoire
Un barrage hydro-électrique fut proposé dans le secteur par la société TrustPower en 1999 mais ne réussit pas à rassurer sur l’accès aux terrains publics, qui devaient être noyés dans le cadre du projet.
En 2003, Nick Smith (en), qui était un député d’opposition à cette époque, tenta de faire supprimer le statut de réserve pour les terres, qui étaient nécessaires pour le barrage réservoir dans le but de permettre au projet d’avancer.

## Éducation
L’école de « Paparoa Range School » est une école mixe assurant le primaire (allant de l’année 1 à 8 ans) avec un taux de décile de 3 et un effectif de 121 élèves. L’école fut fondée en 2005, quand les écoles primaires de « Blackball», «Kaiata», «Stillwater» et «Brunnerton» furent fusionnées sur le site de l’école de « Brunnerton Primary School »  .